# Ritratti di Vespasiano
Nella scultorea a tutto tondo romana, esistono due tipologie di ritratti dell'imperatore Tito Flavio Vespasiano: un ritratto più "veristico", quasi "volgare", nella scia del ritratto romano repubblicano, tra i quali il migliore è la testa 629 della Ny Carlsberg Glyptotek di Copenaghen; un ritratto "ufficiale", di aristocratica intellettualità, tra i quali il più significativo è la testa 330 proveniente da una statua colossale da Ostia conservata al Museo nazionale romano di Roma.

## La testa di Ostia
La testa di Ostia faceva parte di una statua in parte pervenutaci, scoperta nel Campo della Magna Mater. L'imperatore, che aveva un viso tozzo e i tratti volgari della sua estrazione medio-bassa, è qui fortemente idealizzato, grazie al trattamento superficiale che muove e allarga le superfici conferendo notevole luminosità ed enfasi. Gli occhi, il naso e la bocca si inseriscono nel complesso originando ulteriori effetti chiaroscurali.
La capigliatura ha una frangia cortissima sulla fronte alta (confrontabile con i ritratti sui primi conii di monete).
Probabilmente venne realizzato post mortem prendendo a modello le effigi realizzate attorno al 70; ciò spiegherebbe le fattezze idealizzate e non realistiche, che seguono i canoni del classicismo dell'età flavia avanzata.

## Altre immagini

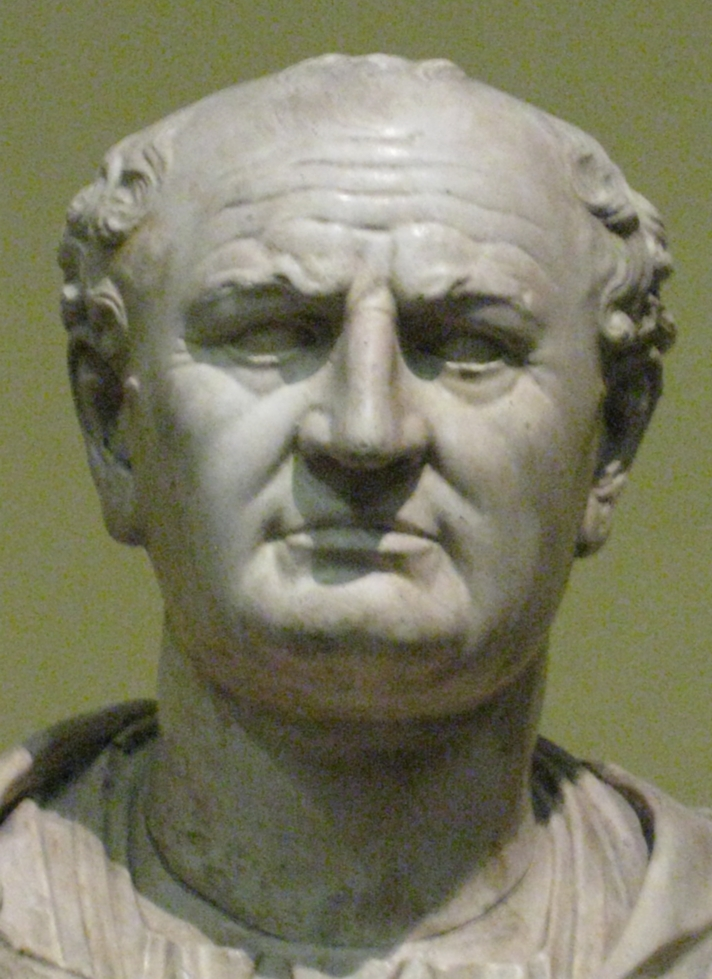
Ritratto veristico di Vespasiano (calco dal ritratto del Louvre)
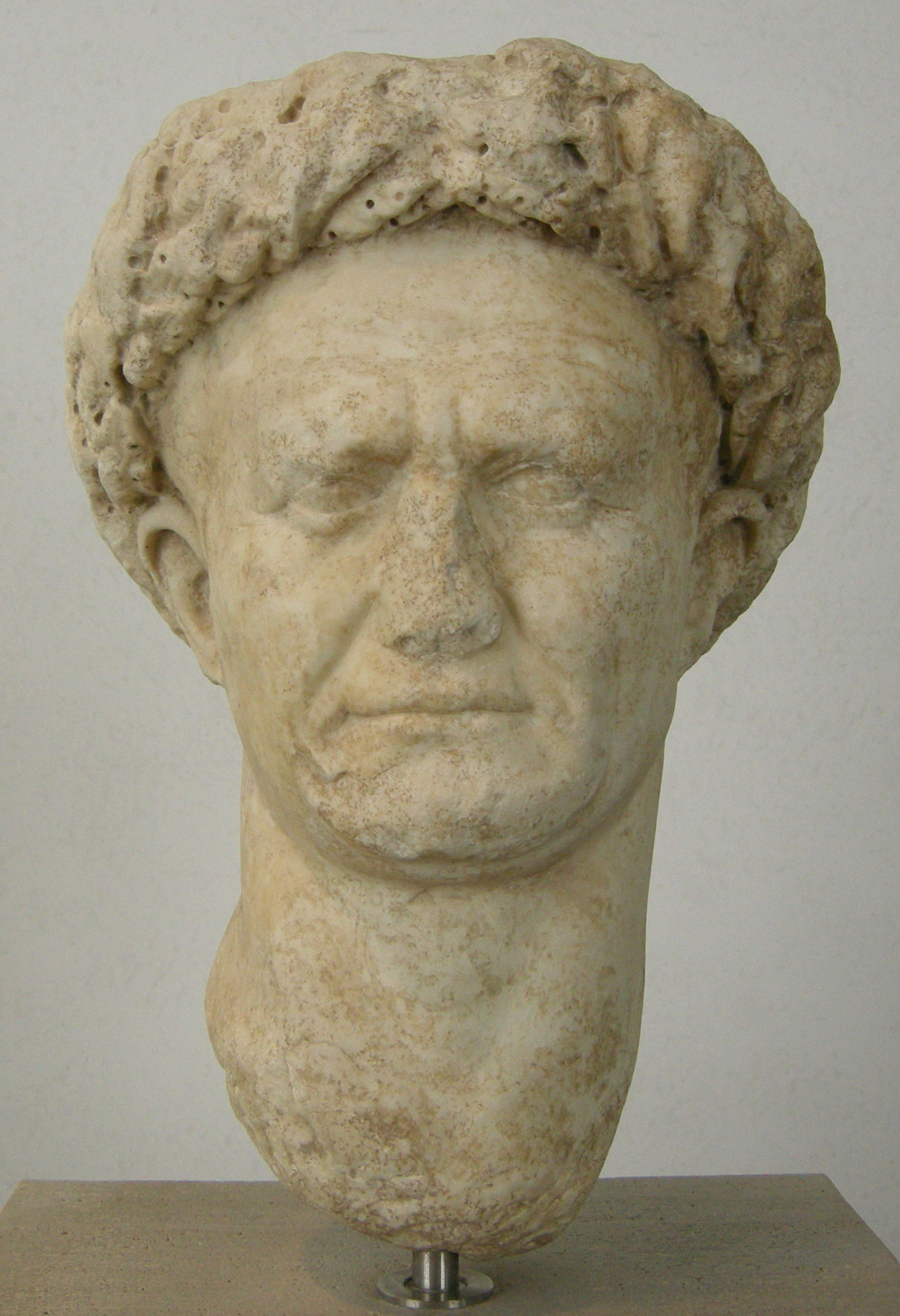
Busto di Vespasiano da Minturno.
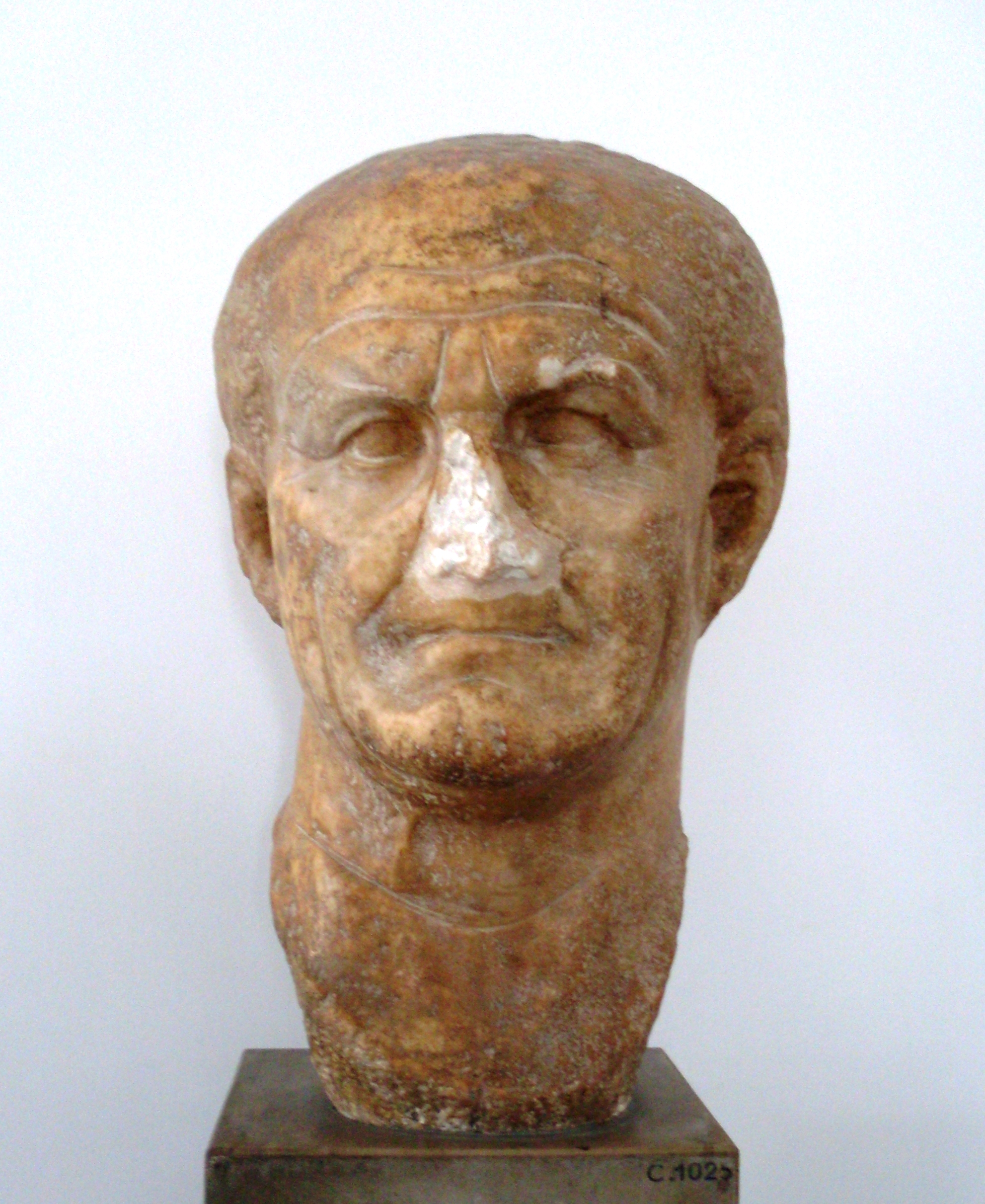
Ritratto da Bulla Regia